# Silvia Notargiacomo
Silvia Notargiacomo (Roma, 10 settembre 1983) è una conduttrice radiofonica e conduttrice televisiva italiana.

## Biografia

### Carriera
Nasce e cresce a Roma, si diploma al Liceo Classico nel 2002 e si iscrive alla Facoltà di Giurisprudenza dell'Università di Roma "La Sapienza". Nello stesso anno entra a Magic Tv, emittente televisiva musicale in cui conduce la classifica 10+ ed altri programmi come Magic Juke Box, VJ & Friends, Too Cool, quest'ultimo scritto da lei con ospiti in studio e interviste ad artisti del panorama italiano e internazionale. Per l'emittente televisiva, realizza anche speciali dal Festival di Sanremo. Per i 20 anni di Magic Tv nel 2006, conduce con Paolo Vita la serata evento Magic Celebration Night.  Nel 2008, per la piattaforma di Telecom Italia Rosso Alice tutta un'altra musica, conduce Area 24, programma dedicato alla musica underground e alle band emergenti. Conduce anche gli speciali dedicati al Festival della Creatività con artisti italiani e internazionali come Jovanotti, Massive Attack, Peter Greenaway.
Nel 2008 arriva la tv nazionale. Si occupa dello spazio multimediale nel programma in diretta quotidiana Cominciamo Bene Estate su Rai 3 a fianco di Michele Mirabella e Arianna Ciampoli fino al 2009. Dopo questa esperienza televisiva si trasferisce a Bari approdando a Telebari e dal 2012, per due anni, conduce su Telenorba il programma quotidiano Buongiorno sul 7. Nel 2011 viene scelta per il programma di Fiorello, Buon Varietà , spettacolo dello showman in diretta dal Teatro Sistina di Roma in onda su Radio 1 Rai e conduce l'anteprima dello show insieme a Gianmaurizio Foderaro. Inizia una lunga collaborazione con Radio 1 Rai, fino al 2016.  Presenta Notte Colorata Live allo Stadio di Caracalla a Roma ed è autrice e conduttrice di rubriche dedicate al territorio italiano e al mondo dell'autotrasporto in onda in alcuni programmi radiofonici della rete. A fine 2011 è uno dei giudici della commissione di Sanremo Giovani con Gianni Morandi, conduttore del Festival di Sanremo nell'edizione 2012. Partecipa a Sanremo Social Day, programma dedicato alle selezioni dei giovani artisti in diretta streaming sulla piattaforma digitale Rai e al programma televisivo Sanremo Social Day La scelta su Rai 1 con Gianni Morandi. Dal 2012 conduce Suoni d'estate, con interviste agli artisti del panorama musicale italiano e internazionale. In questo anno inizia anche la collaborazione con la redazione sportiva di Rai Radio 1 Sport conducendo fino al 2016 lo spazio musicale e intervistando artisti del mondo della musica e campioni dello sport nei programmi Sabato Sport, Domenica Sport e A Tutto Campo. Quest'ultimo è un programma in diretta quotidiana condotto con le storiche voci del giornalismo sportivo Riccardo Cucchi, Filippo Corsini, Giulio Delfino, Francesco Repice, Paolo Zauli, Emanuele Dotto, Giovanni Scaramuzzino. Con gli stessi giornalisti è anche la voce di Radio 1 Olimpia, programma radiofonico dedicato ai Giochi Olimpici di Londra 2012. Nello stesso anno è autrice e conduttrice di Musicultura per le selezioni live dalla Sala A di Via Asiago a Roma e partecipa alla serata come conduttrice radiofonica al fianco di Fabrizio Frizzi sul palco dello Sferisterio di Macerata. L'evento è in onda su Radio 1 Rai e Rai 5. Dal 2014 al 2016 scrive e conduce il format in onda su Radio 1 Rai, On The Road, programma di musica in cui racconta le città del mondo attraverso le canzoni che parlano di esse. Negli anni si occupa spesso del Festival di Sanremo intervistando gli artisti in gara dalla postazione di Radio Rai presso il Teatro Ariston.
Dopo essersi trasferita qualche anno prima a Milano, nel 2016 entra nel gruppo RTL 102.5. Per due anni, conduce il programma quotidiano Pomeriggio Zeta su Radio Zeta e racconta in diretta su RTL 102.5, con Angelo Baiguini, i concerti di Amiche in Arena dall'Arena di Verona, Zuccero, Elisa, Emma, Nek, J-ax e Fedez, Francesco Renga, Alvaro Soler, LP, Alessandra Amoroso, Pooh, ed altri ancora. Nel 2017 conduce il suo programma dallo studio vetrina del gruppo Rtl 102.5 e racconta il Festival di Sanremo ospitando gli artisti in gara.
Nel maggio 2018 diventa una voce di R101 del gruppo RadioMediaset. Conduce vari programmi tra i quali L'ora del Teo, con Teo Teocoli e Nino Formicola, e realizza interviste dedicate agli artisti italiani e stranieri. In questo anno è anche una delle voci di Capodanno In musica 2019, in onda su R101, Radio 105, Radio Subasio, Radio Monte Carlo, Radio Norba e in diretta simultanea con l'evento televisivo di Canale 5 trasmesso da Bari e condotto da Federica Panicucci.  Nel 2021 è alla finale del programma Amici di Maria De Filippi su Canale 5 per la consegna del premio delle radio e nel dicembre dello stesso anno, prende parte in qualità di giudice al primo Christmas Contest indetto da Papa Francesco partecipando alle selezioni dei giovani artisti e alla finale in onda su TV2000. Nella stagione 2022 è ospite nelle puntate del sabato pomeriggio di Amici di Maria De Filippi per giudicare gli inediti dei ragazzi in qualità di conduttrice radiofonica di R101 ed esperta di musica. Attualmente conduce R101 weekend dalle 13 alle 17. E' autrice e voce di C'era una volta, podcast di R101 dedicato alle vite straordinarie, agli eventi e ai momenti che hanno segnato la storia della musica. È inoltre uno dei giurati della Targa Tenco, prestigioso riconoscimento all'interno del Premio Tenco.

## Televisione
- 10+ (Magic Tv, 2002-2005)
- Juke Box (Magic Tv, 2002-2005)
- Veejay & Friends (Magic Tv, 2005-2007)
- Too Cool (Magic Tv, 2006-2007)
- Magic Celebration Night (Magic Tv, 2006)
- Cominciamo bene Estate (Rai 3, 2008-2009)
- Sanremo Social Day, La Scelta (Rai 1, 2011)
- Buongiorno sul 7 (Telenorba, 2012-2014)
- Musicultura (Rai 5, 2014)
- Capodanno in Musica (Canale 5, 2019)
- Christmas Contest (TV2000, 2021)

## Radio
- Buon Varietà (Rai Radio 1, 2011)
- Lido Laura (Rai Radio 1, 2011)
- Start (Rai Radio 1, 2011)
- Sulla Buona Strada (Rai Radio 1, 2011)
- Suoni d'Estate (Rai Radio 1, 2012)
- Sabato Sport (Rai Radio 1, 2012-2016)
- Domenica Sport (Rai Radio 1, 2012)
- Radio 1 Olimpia (Rai Radio 1, 2012)
- Musicultura (Rai Radio 1, 2014)
- A Tutto Campo (Rai Radio 1, 2014-2016)
- On The Road (Rai Radio 1, 2016)
- Concerti Live (Rtl 102.5, 2016-2018)
- Pomeriggio Zeta (Radio Zeta, 2016-2018)
- R101 Weekend (R101, 2018-2019)
- L'Ora del Teo (R101, 2018)
- Capodanno in Musica (R101, 2019)
- R101 Weekend (R101, 2019-in corso)
- Concerto di Natale (R101, 2021)

## Eventi dal vivo
Presenta la Giornata Nazionale della Musica Popolare organizzata dal Ministero per i Beni e le Attività Culturali e dalla Presidenza del Consiglio dei Ministri tenutosi a Roma in Piazza di Spagna nel 2009. Nel 2010 e nel 2011, Presenta l'Arè Rock Festival di Barletta, festival dedicato alla musica rock e, dallo Stadio Caracalla di Roma, conduce l'evento Notte Colorata Live. Al fianco di Fabrizio Frizzi nel 2014, è a Musicultura, dallo Sferisterio di Macerata e presenta gli artisti con interviste sul palco per Rai Radio 1 e Rai 5. Negli anni realizza speciali per il Festival di Castrocaro e al Medimex di Bari presenta la cerimonia di chiusura della fiera musicale con Cesare Cremonini, Niccolò Fabi, Max Gazzè, Daniele Silvestri e Vasco Rossi. In questi anni è ospite come esperta musicale nei programmi di Rai 1 Uno Mattina (2012) e Domenica In (2013). Nel 2016 presenta con Angelo Baiguini per Rtl 102.5 e il Comune di Milano, la cerimonia di accensione dell'albero di Natale in Piazza del Duomo. Insieme a Davide Lentini, nel 2018, presenta l'apertura della mostra di Harry Potter a Milano presso la Fabbrica del Vapore. Nell'agosto dello stesso anno presenta con Maria Cristina Zoppa e Rosanna Cacio, l'ottava edizione di Meraviglioso Modugno, evento realizzato a Polignano a Mare dedicato a Domenico Modugno. Con Daniele Battaglia, nel 2019, presenta la giornata inaugurale della nuova strada di Portofino distrutta mesi prima da una mareggiata.

## Web
Nel 2008 conduce Area 24, programma dedicato alla musica underground e alle band emergenti in onda sulla piattaforma multimediale di Telecom Italia Rosso Alice tutta un'altra musica.

## Podcast
- C'era una volta... (R101, 2022-in corso)

## Riconoscimenti
Nel 2019 riceve il Premio Arpino Città di Cicerone per la sua attività radiofonica.